# Burst!
Burst! är en klient för bittorrentprotokollet som är fri från reklam och adware. Projektet har varit inaktivt sedan 9 april 2006 då den senaste uppdateringen kom.
Burst! använder en modifierad version av den ursprungliga klienten BitTorrent som kärna med ett gränssnitt skrivet för Windows med Delphi.
Burst! använder mindre systemresurser och har fler funktioner än originalklienten, som en torrenthanterare och möjlighet att ändra läge till så kallad super-seeding.

## Licens
Burst! är gratis, släppt under MIT License och källkoden finns att ladda ner från dess webbplats. 